# Гороховищи (Октябрьский район)
Гороховищи (Gorokhovishchi, бел. Гарохавішчы, pol. Gorochowiszcze) — деревня в Любанском сельсовете Октябрьского района Гомельской области Белоруссии.

## География

### Расположение
В 35 км на юго-восток от Октябрьского, 30 км от железнодорожной станции Рабкор (на ветке Бобруйск — Рабкор от линии Осиповичи — Жлобин), 150 км от Гомеля.

## Транспортная сеть
Транспортные связи по просёлочной, затем автомобильной дороге Октябрьский — Озаричи. Планировка состоит из почти прямолинейной, близкой к меридиональной ориентации улицы, к которой на севере присоединяется короткая широтная улица. Застройка двусторонняя, деревянная, усадебного типа. В 1987 году построены 50 кирпичных домов, в которых разместились переселенцы из загрязнённых радиацией в результате катастрофы на Чернобыльской АЭС мест.

## История
Обнаруженный археологами курганный могильник (5 насыпей, 3 км на юго-запад от деревни) свидетельствовать о заселении этих мест с давних времён. По письменным источникам известна с начала XIX века, когда деревня входила в состав поместья Дубрава. В 1879 года упоминается в числе селений Дубровенского церковного прихода. Согласно переписи 1897 года в Чернинской волости Бобруйского уезда Минской губернии. Рядом был присёлок Гороховище (он же Горовая Даниловка).
С 21 августа 1925 года до 16 июля 1954 года центр Гороховищанского сельсовета Паричского, с 28 июня 1939 года Октябрьского районов Бобруйского (до 26 июля 1930 года) округа, с 20 февраля 1938 года Полесской, с 20 сентября 1944 года Бобруйской, с 8 января 1954 года Гомельской области.
В 1930 году организован колхоз. Во время Великой Отечественной войны партизаны разгромили созданный немецкими оккупантами в деревне опорный пункт. Каратели в апреле 1942 года полностью сожгли деревню и убили 130 жителей. В боях за освобождение деревни отличился полк под командованием А. Н. Волошина и наводчик орудия Дж. Тураев (присвоено звание Герой Советского Союза). 
21 декабря 1943 года в бою в районе деревни Гороховищи погиб В. М. Сидельников. Похоронен был в Гороховищах, впоследствии перезахоронен в братской могиле в Любань Октябрьского района Гомельской области.
38 жителей погибли на фронте. После освобождения некоторое время здесь размещался штаб 354-й стрелковой дивизии. 
Согласно переписи 1959 года центр колхоза «1 Мая». Работают средняя школа (в 1996 году построено новое кирпичное здание), клуб, библиотека, фельдшерско-акушерский пункт, детский сад, отделение связи, сапожная мастерская, 2 магазина.

## Население

### Численность
- 2004 год — 126 хозяйств, 358 жителей.

### Динамика
- 1857 год — 14 дворов, 99 жителей.
- 1897 год — 37 дворов, 225 жителей; присёлок Гороховище (он же Горовая Даниловка) 4 двора, 29 жителей (согласно переписи).
- 1908 год — 46 дворов, 290 жителей.
- 1925 год — 75 дворов.
- 1940 год — 120 дворов, 480 жителей.
- 1959 год — 325 жителей (согласно переписи).
- 2004 год — 126 хозяйств, 358 жителей.

## Культура
- Дом культуры
- Музей ГУО "Гороховичский детский сад - базовая школа"